# Franz Brümmer
Pour les articles homonymes, voir Brummer.
Karl Wilhelm Franz Brummer (né le 17 novembre 1836 à Wusterhausen et mort le 30 janvier 1923 à Munich) est un éducateur et lexicographe prussien.

## Biographie
Franz Brümmer est le fils du maître cordonnier Wilhelm Brümmer et de sa femme Marie, née. Schulz. À partir d'octobre 1854, il étudie à l'école normale de Köpenick. En plus de son intérêt pour l'éducation, il a aussi une passion pour la musique. Cela lui permettra plus tard d'obtenir un poste d'enseignant mieux rémunéré, lié à une fonction ecclésiastique.
En 1856, il devient enseignant à l'école municipale de Zehdenick (arrondissement de Templin). Trois ans plus tard, en 1859, il obtient son deuxième diplôme d'enseignant. Pour éviter que Brümmer ne parte pour Berlin, où on lui a proposé un poste dans une école privée berlinoise, on lui offre en 1860 un poste d'enseignant à Trebbin, associé à un cantorat. L'amélioration de son salaire lui permet d'épouser son amour de jeunesse Auguste (née Gericke, veuve Winterfeldt) le 15 octobre 1861 et de l'amener à Trebbin. Mais Brümmer est rapidement insatisfait de son poste et se met à la recherche d'un nouveau. À cette époque (1863), on cherche un nouveau quatuor et organiste à Nauen. Brümmer postule pour le poste et est accepté.
Brümmer finit par s'installer à Nauen. C'est là que sont nés ses enfants Franz (23 avril 1865), Paul (18 mars 1869) et Hans (24 juin 1872). Sa fille Othilie (née le 28 février 1860 à Wusterhausen), chez qui il passe ses dernières années, est issue du premier mariage de sa femme. En 1879, il est promu organiste et vice-recteur de l'école de garçons de Nauen, fonction qu'il exerce jusqu'à sa retraite volontaire en 1905.

## Travail
À partir de 1860, Brümmer publie ses premiers essais dans des revues pédagogiques, bientôt suivis de ses propres manuels. Quelques années plus tard, il commence à se tourner de plus en plus vers la littérature. Par exemple, en 1878/79, il publie l'anthologie Hausschatz deutscher Lyrik seit 1849. Aus den Quellen. L'idée de base de tirer des textes primaires et des informations biographiques des sources originales aussi pures que possible est basée sur la collection de Elf Bücher deutscher Dichtung. Von Sebastian Brant bis auf die Gegenwart. Aus den Quellen de Karl Goedeke (Leipzig, 1849).
Plus tard, Brümmer se distingue par des préfaces et des introductions à différents livres ainsi qu'en tant qu'éditeur, par exemple des poèmes d'Eichendorff et une sélection de poèmes d'August Kopisch. En raison de son travail sur le Lexikon deutscher Dichter und Prosaisten, il est également sollicité pour travailler sur l'Allgemeine Deutsche Biographie (ADB). Il se conforme volontiers à la demande et est un collaborateur assidu jusqu'à la fin de la rédaction en 1910.
Son travail le plus précieux aux yeux de la postérité fut une collection de matériel biographique sur des écrivains décédés et, chose nouvelle et inhabituelle à l'époque, également sur des écrivains encore vivants, qu'il publie en 1876 sous le titre Deutsches Dichter-Lexikon. À la suite de ce travail, Brümmer publie le Lexikon der deutschen Dichter und Prosaisten, qui est publiée par Philipp Reclam Verlag à Leipzig à partir de 1884. Deux parties du lexique sont publiées par Reclam, l'une allant des temps les plus anciens jusqu'à la fin du XVIIIe siècle (1884) et l'autre traitant du XIXe siècle (paru en 1885), dans le format pratique de la bibliothèque universelle de Reclam (de) - ce qui garantit une disponibilité permanente à un prix relativement bas. Jusqu'à la 6e et dernière édition (1913), qui couvre désormais la période allant du début du XIXe siècle à nos jours, l'ouvrage est constamment mis à jour et étendu par Brümmer. Dans sa dernière édition, le dictionnaire compte plus de 9 900 écrivains en huit volumes. Environ 6000 d'entre eux ont envoyé leur biographie à Brümmer.
Le lexique de Brümmer est à son époque et reste encore aujourd'hui, avec le calendrier littéraire de Kürschner et le lexique des écrivains allemands 1830-1880 de Goedeke, un ouvrage de référence indispensable sur la littérature du XIXe siècle et du début du XXe siècle. Pour choisir les écrivains répertoriés dans son dictionnaire, Brümmer ne s'est pas basé sur leur notoriété ou sur l'importance littéraire qui leur était attribuée. Son souhait était d'inclure dans son dictionnaire tout écrivain né au XIXe siècle et ayant publié une œuvre en rime ou en prose.
Son domaine se trouve maintenant à la Bibliothèque d'État de Berlin. Il se compose de 43 cases et 23 volumes. Outre d'autres documents que Brümmer collectent et à partir desquels il espère avoir un aperçu de la scène littéraire de son temps, le domaine contient des lettres d'environ 10 000 auteurs qui écrivent leurs biographies (pour la plupart autographes) d'environ 1870 jusqu'à sa mort en janvier 1923. envoyé à Brümmer. Certains de ces documents sont actuellement publiés dans une édition numérique.

## Travaux

### Encyclopédies
- Deutsches Dichter-Lexikon. Biographische und bibliographische Mittheilungen über deutsche Dichter aller Zeiten. Unter besonderer Berücksichtigung der Gegenwart für Freunde der Literatur zusammengestellt von Franz Brümmer. Krüll, Eichstätt u. Stuttgart. Bd. 1 (1876 (online)), Bd. 2 (1877 (online)) und Nachtrag (1877 (online bei Google Books)).
- Lexikon der deutschen Dichter und Prosaisten von den ältesten Zeiten bis zum Ende des 18. Jahrhunderts. Leipzig 1884.
- Lexikon der deutschen Dichter und Prosaisten vom Beginn des 19. Jahrhunderts bis zur Gegenwart. 6. völlig neu bearbeitete und stark vermehrte Auflage. 8 Bände, Leipzig 1913 (Alle 8 Bände in Faksimile und Volltext im Deutschen Textarchiv; disponible sur Internet Archive (1. Band, die übrigen Bände sind mit entsprechend veränderter Band-Nummer in der URL erreichbar)), Reprint Kraus, Nendeln 1975.

### Rédactions
- Das Evangelium von Christo aus dem Munde unserer neueren Dichter. Langensalza 1871.
- Hausschatz deutscher Lyrik seit 1849. Aus den Quellen. Unter Mitwirkung v. Alexis Aar, Eduard Albert, Gustav Emil Barthel u. A. Hrsg. von Franz Brümmer. Lief 1–11. [mehr nicht ersch.] Eichstätt u. Stuttgart 1878/1879.
- August Kopisch: Gedichte. Ausgewählt und eingeleitet v. Franz Brümmer. Leipzig 1887–1890.
- Joseph Freiherr von Eichendorff: Gedichte. Mit biographisch-litterarischer Einleitung v. Franz Brümmer. Leipzig 1888.
- Friedrich Ludwig Jahn: Deutsches Volksthum. Herausgegeben und eingeleitet v. Franz Brümmer. Leipzig 1889.
- Eduard Helmer (de): Prinz Rosa-Stramin. Herausgegeben und eingeleitet v. Franz Brümmer. Leipzig 1890.
- Marie Petersen: Prinzessin Ilse. Ein Märchen aus dem Harzgebirge. Eingeleitet v. Franz Brümmer. Leipzig 1890.
- Deutschlands Helden in der deutschen Dichtung: Eine Sammlung historischer Gedichte und ein Balladenschatz für Schule und Haus. Stuttgart 1891.
- Bettina von Arnim: Goethes Briefwechsel mit einem Kinde. Seinem Denkmal. Mit einer Einleitung v. Franz Brümmer. Leipzig 1890.
- Karl Johann Philipp Spitta: Psalter und Harfe. Sammlung christlicher Lieder zur häuslichen Erbauung. Eingeleitet v. Franz Brümmer. Leipzig 1890.